# Stanisław Brejnak
Stanisław Marceli Brejnak (ur. 26 kwietnia 1907 w Sosnowcu, zm. 29 marca 1974 w San Diego) – podpułkownik pilot obserwator Wojska Polskiego, kawaler Virtuti Militari, pilot doświadczalny.

## Życiorys
Syn Jana i Walerii, w 1926 roku zdał maturę w Korpusie Kadetów nr 2 i wstąpił do Oficerskiej Szkoły Lotnictwa w Dęblinie. Ukończył ją 15 sierpnia 1928 roku z 35. lokatą w II promocji OSL. W stopniu podporucznika obserwatora otrzymał przydział do nowo powstającej 212 eskadry niszczycielskiej nocnej.
W 1929 roku został skierowany na kurs pilotażu w Dęblinie, po jego ukończeniu został przydzielony do 112 eskadry myśliwskiej. W następnym roku został skierowany na studia na Wydziale Mechanicznym Politechniki Warszawskiej. W trakcie studiów, w 1935 roku, odbył wyższy kurs pilotażu w Grudziądzu. W tym samym roku został przydzielony do Instytutu Technicznego Lotnictwa jako kierownik Referatu Prób Zdatności Samolotów. Studia ukończył w 1936 roku i uzyskał dyplom inżyniera. 10 stycznia 1938 roku został mianowany dowódcą eskadry Samolotów Prototypowych Samodzielnego Dywizjonu Doświadczalnego ITL.
Zajmował się oblotem i badaniem nowych konstrukcji, m.in. jesienią 1938 roku rozbił na Okęciu samolot WZ-XII „Kogutek” II. Po wybuchu II wojny światowej odpowiadał za ewakuację sprzętu latającego ITL. 23 września 1939 roku przekroczył granicę rumuńską i przez Jugosławię i Włochy przedostał się do Francji. 12 października dotarł do Paryża, ale już 16 grudnia 1939 roku znalazł się na terenie Wielkiej Brytanii. Wstąpił do Polskich Sił Powietrznych w Wielkiej Brytanii i otrzymał numer służbowy RAF 76609.
26 marca 1940 roku został skierowany na szkolenie na brytyjskim sprzęcie w 15 Operational Training Unit (OTU) w Redhill, następnie w 18 OTU w Hucknall i 24 OTU w Penrhos. Po ukończeniu szkolenia 22 lipca 1940 roku otrzymał przydział do dywizjonu 301 na stanowisko dowódcy eskadry A. W okresie Bitwy o Wielką Brytanię wykonał trzy loty bojowe. 21 września atakował barki desantowe zebrane w porcie Boulogne, nalot na ten sam cel powtórzy w nocy 25 września. 12 października wykonał lot na bombardowanie barek oraz statków w porcie Ostenda. W nocy z 17 na 18 kwietnia 1941 roku wziął udział w pierwszym nalocie dywizjonu 301 na Berlin. 22 czerwca 1941 roku ukończył turę lotów bojowych i do listopada 1941 roku był dowódcą eskadry szkolnej w 18 OTU. 13 listopada 1941 roku objął dowództwo nad dywizjonem 307. Pomimo entuzjazmu do latania nie miał predyspozycji do bycia nocnym pilotem myśliwskim. Jerzy Damsz wspominał, że miał problemy z akomodacją wzroku. Dowództwo dywizjonu 307 zdał 21 lipca 1942 r. i otrzymał przydział do Wydziału Wyszkolenia Lotniczego Inspektoratu Lotnictwa.
Od kwietnia 1943 roku był słuchaczem Wyższej Szkoły Lotniczej, w lutym 1944 roku jako jej absolwent, otrzymał przydział na stanowisko szefa Wydziału Lotniczego w sztabie Naczelnego Wodza. W styczniu 1945 roku został oficerem łącznikowym w Maintenance Command, 14 maja został polskim oficerem łącznikowym w sztabach 91 i 92 Grupy RAF.
Po zakończeniu działań wojennych nie zdecydował się na powrót do Polski i pozostał na emigracji. Początkowo wykładał mechanikę na Uniwersytecie Polskim w Londynie, w 1948 roku wyjechał do USA, gdzie pracował w przemyśle lotniczym. Zmarł 29 marca 1974 r. w San Diego. Został pochowany na Holy Cross Cemetery and Mausoleum.

## Ordery i odznaczenia
Za swą służbę otrzymał odznaczenia:
- Srebrny Krzyż Orderu Virtuti Militari,
- Krzyż Walecznych – trzykrotnie,
- Medal Lotniczy – czterokrotnie,
- Polowa Odznaka Pilota.